# Jose Calasanz Rosenhammer
Jose Calasanz Rosenhammer (ur. 1 stycznia 1900 w Mauerkirchen, zm. 26 kwietnia 2003 w San Ignacio de Velasco) – boliwijski duchowny katolicki, biskup.

## Życiorys
Wstąpił do zakonu franciszkanów (OFM); 27 lipca 1923 przyjął święcenia kapłańskie. 12 maja 1949 został mianowany wikariuszem apostolskim Chiquitos, z tytularną stolicą biskupią Ampora; 21 sierpnia 1949 otrzymał sakrę biskupią.
W rocznicę 25-lecia konsekracji, w sierpniu 1974, w związku z osiągnięciem wieku emerytalnego, przeszedł w stan spoczynku. Dożył jubileuszu 50-lecia sakry biskupiej, zmarł zaledwie trzy miesiące przed 80. rocznicą święceń kapłańskich; w wieku 103 lat był wówczas najstarszym biskupem katolickim na świecie.